# Elizabeth Vlotman
Elizabeth Vlotman (née le 9 novembre 1954) est une joueuse de tennis sud-africaine, professionnelle au milieu des années 1970.
Elle s'est essentiellement consacrée aux épreuves de double où elle a obtenu ses meilleurs résultats.

## Palmarès

### Titre en simple dames
Aucun

### Finale en simple dames
Aucune

### Titre en double dames
| No | Date       | Nom et lieu du tournoi                     | Catégorie | Surface      | Partenaire    | Finalistes                    | Score    |          |
| -- | ---------- | ------------------------------------------ | --------- | ------------ | ------------- | ----------------------------- | -------- | -------- |
| 1  | 31/05/1976 | Rose’s Lime Juice International Chichester |           | Gazon (ext.) | Marise Kruger | Corinne Molesworth Naoko Sato | 6-2, 6-1 | Parcours |

### Finale en double dames
| No | Date       | Nom et lieu du tournoi          | Catégorie | Dotation | Surface    | Vainqueures                     | Partenaire     | Score    |          |
| -- | ---------- | ------------------------------- | --------- | -------- | ---------- | ------------------------------- | -------------- | -------- | -------- |
| 1  | 22/11/1976 | South African Open Johannesburg |           | 35 000 $ | Dur (ext.) | Laura duPont Valerie Ziegenfuss | Yvonne Vermaak | 6-1, 6-4 | Parcours |

## Parcours en Grand Chelem

### En simple dames
| Année | Open d'Australie | Open d'Australie | Internationaux de France | Internationaux de France | Wimbledon       | Wimbledon        | US Open | US Open |
| 1975  | -                | -                | -                        | -                        | 1er tour (1/64) | Billie Jean King | -       | -       |
| 1976  | -                | -                | -                        | -                        | 2e tour (1/32)  | Beth Norton      | -       | -       |

À droite du résultat, l’ultime adversaire.

### En double dames
| Année | Open d'Australie | Open d'Australie | Internationaux de France | Internationaux de France | Wimbledon                   | Wimbledon                 | US Open | US Open |
| 1975  | -                | -                | -                        | -                        | 3e tour (1/8) Patti Hogan   | Ann Kiyomura K. Sawamatsu | -       | -       |
| 1976  | -                | -                | -                        | -                        | 3e tour (1/8) Marise Kruger | Joyce Barclay Winnie Shaw | -       | -       |

Sous le résultat, la partenaire ; à droite, l’ultime équipe adverse.

### En double mixte
| Année | Open d'Australie | Open d'Australie | Internationaux de France | Internationaux de France | Wimbledon                | Wimbledon                | US Open | US Open |
| 1975  | n/a              | n/a              | -                        | -                        | 2e tour (1/16) B. Mitton | Betty Stöve Allan Stone  | -       | -       |
| 1976  | n/a              | n/a              | -                        | -                        | 2e tour (1/16) B. Mitton | P. Teeguarden Ion Țiriac | -       | -       |

Sous le résultat, le partenaire ; à droite, l’ultime équipe adverse.